# Stylocellus spinifrons
Stylocellus spinifrons is een hooiwagen uit de familie Stylocellidae.